# Khukuri

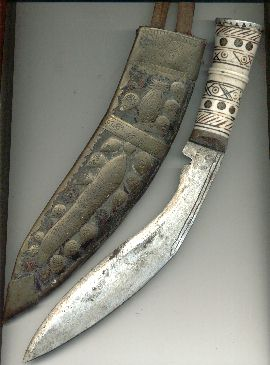
Couteau et fourreau Khukuri

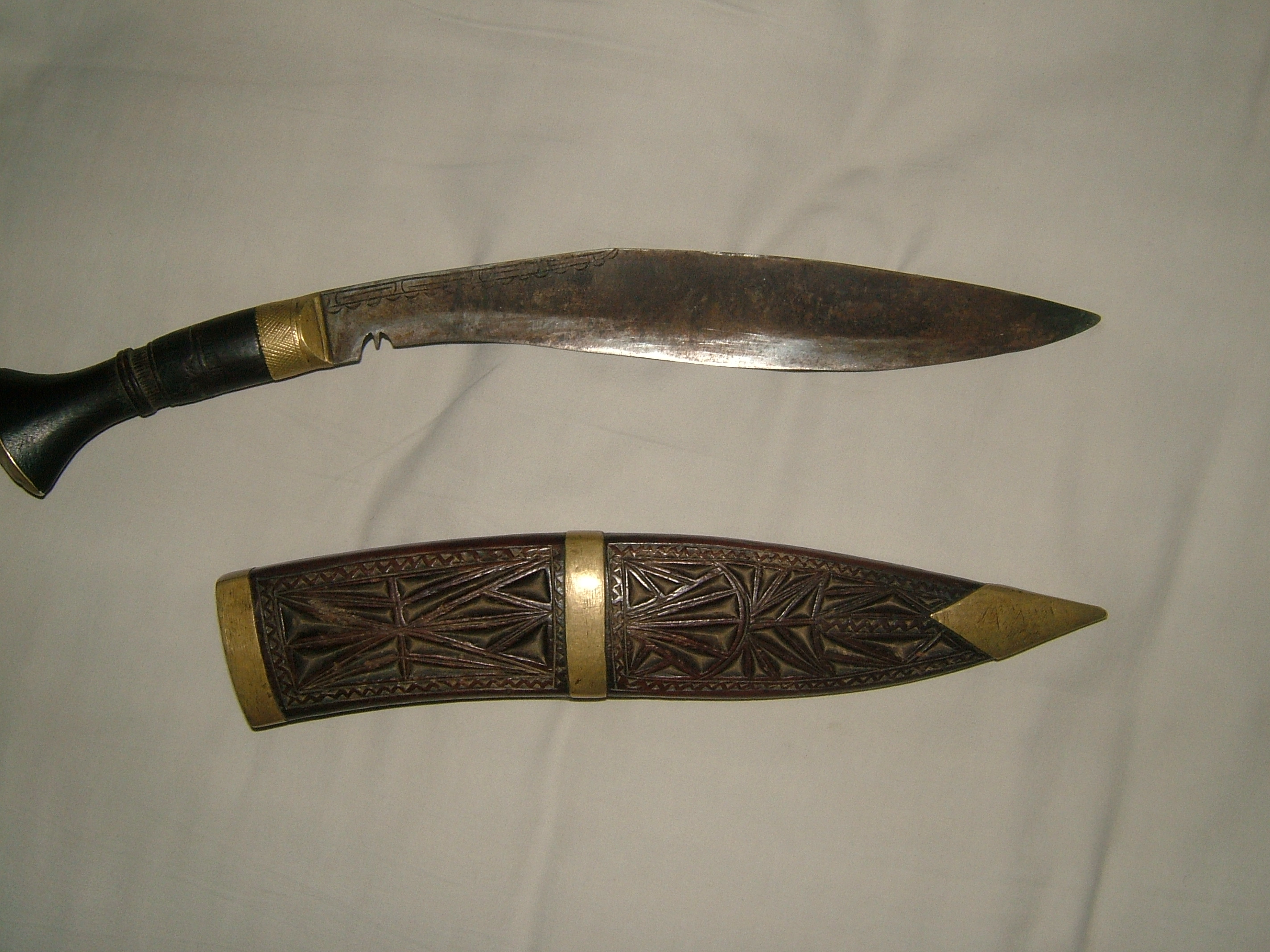
Ancien khukuri avec fourreau en bois sculpté

Le khukuri (devanāgarī: खुकुरी) — souvent écrit, de manière impropre, kukri ou khukri — est un couteau népalais, lourd et courbe, utilisé à la fois comme outil et arme. Il fait également partie des armes et de l'héraldique des régiments des combattants Gurkhas. Il est souvent nommé simplement « couteau Gurkha ».

## Conception
Le khukuri est conçu pour frapper et couper, mais peut aussi être utilisé comme un poignard. Sa forme est très variable, pouvant être presque droite ou très recourbée, avec un dos lisse. Les dimensions et l'épaisseur de la lame dépendent des méthodes de fabrication utilisées, mais aussi de la région d'origine du forgeron.
De manière générale, la lame du khukuri mesure de 26 à 38 centimètres environ, le dos de la lame pouvant atteindre 5 à 10 millimètres au niveau de la poignée jusqu'à rétrécir à 2 millimètres à la pointe. L'arme entière, si elle est forgée pour un usage courant, mesure entre 40 et 45 centimètres. Elle pèse de 450 à 900 grammes (1 ou 2 livres). Les spécimens aux dimensions plus grandes sont inappropriés pour une utilisation commune et sont donc très rares, sauf dans les collections d'armes, ou comme armes de cérémonie. Les khukuri plus petits sont d'une utilité limitée, mais sont plus aisés à porter.
L'autre élément qui influe le poids et l'équilibrage du khukuri est l'élaboration de la lame, qui peut être creuse, tin chira (à triple gouttière), dui chira (à double gouttière), angkhola (à gouttière unique), ou au dos gardant la même épaisseur sur toute sa longueur et étant taillé en biais.
Les lames de khukuri possèdent généralement une encoche à leur base (« Kauda », « Kaudi », « Kaura » ou « Cho »), et ce pour de multiples raisons, à la fois de l'ordre pratique et traditionnel. La sève et le sang s'égoutteront de la lame au lieu de couler sur la poignée, la fin de la lame est clairement délimitée pour les affûtages, et elle représente également un sabot de vache, symbole de Shiva.
On utilise le plus souvent du bois dur ou des cornes de buffle d'eau pour fabriquer le manche, mais on peut également en trouver faits en ivoire, en os ou en métal. Son extrémité est le plus souvent évasée, pour faciliter l'adhérence de la main. La plupart des manches possèdent une mitre en métal et des plaques en acier ou en laiton sur leur bout.
Notons également qu'une "légende" perdure, le khukuri étant, à la base, une arme blanche, dès que l'utilisateur le sortait de son étui, du sang devait couler (très souvent une entaille sur le pouce du propriétaire).
Le khukuri est rangé dans un étui de bois sculpté, ou dans un fourreau emballé dans du cuir. Le fourreau contient également un karda (couteau auxiliaire) et un chakmak (couteau en silex et en acier). Dans certains villages et sur quelques vieux modèles de khukuri militaires, l'étui contient également une réserve d'amadou.